# Herenigingskamers
De Herenigingskamers (Frans: Chambres de Réunion) waren speciale juridische hoven die in 1679 door Lodewijk XIV van Frankrijk werden ingesteld om extra grondgebied voor Frankrijk te verwerven.

## Geschiedenis
In de eerste oorlogen die Lodewijk XIV had gevoerd had hij bij de verdragen van Aken in 1668 en van Nijmegen in 1679 verschillende steden in onder meer de Spaanse Nederlanden verworven, maar ook in de oostgrens met het Heilig Roomse Rijk. Bij deze steden hoorde ook een bepaald ommeland, maar deze gebieden waren nooit gespecificeerd en de vaagheid rondom deze gebieden zouden worden uitgebuit door de Herenigingskamers.
Voor het hele gebied tussen Straatsburg en Luxemburg riep minister François-Michel le Tellier een nieuwe administratieve laag in het leven: de Herenigingskamers en deze bestonden uit drie kamers, respectievelijk voor de Elzas, Franche-Comté en Lotharingen. De kamers werden aan het werk gezet om in oude archiefstukken en verdragen de Franse claims op de gebieden te onderzoeken. De kamers wisten voor hun minister het nodige juridische materiaal te produceren voor het confisqueren van grondgebied. Binnen een jaar werd het Duitse Franche-Comté op deze manier verworven. In Lotharingen werden de grootste vorderingen geboekt. Door middel van de claims van de bisdommen Metz, Verdun kon Frankrijk ook aanspraak maken op delen van het Hertogdom Luxemburg.
De Herenigingskamers waren niet instaat om claims te vinden op de stad Straatsburg die hoog op het lijstje van de Zonnekoning stond. Door middel van een  expeditieleger werd de stad in 1681 alsnog ingenomen. In het voorjaar van datzelfde jaar werd ook het land van Chiny door Frankrijk geclaimd. In ruim twee jaar tijd had Lodewijk XIV door middel van de Herenigingskamers bijna evenveel gebied veroverd als in zes jaar oorlog tijd.
Op 28 augustus 1684 werd het Bestand van Regensburg gesloten tussen Frankrijk en het Duitse Rijk. Hierin werd de soevereiniteit officieel overgedragen van de vele gebieden die door de Herenigingskamers waren geclaimd. Ook de steden Straatsburg en Luxemburg behoorden hier toe. Slechts kleine veroveringen als Kortrijk en Diksmuide moest Frankrijk afstaan. Mede door de Franse expansiepolitiek brak de Negenjarige Oorlog uit waarin getracht werd om de grenzen van Frankrijk terug te brengen na de situatie van de Vrede van Westfalen en van de Pyreneeën. De oorlog eindigde in 1697 met de Vrede van Rijswijk. Hierbij werden vele veroveringen van de Herenigingskamers ongedaan maakt, wel bleef Straatsburg voor Frankrijk behouden.